# Gaik (obwód lwowski)
Gaik (ukr.  Гайок) – wieś na Ukrainie w rejonu lwowskim (wcześniej w rejonie kamioneckim) obwodu lwowskiego.